# Steve McMichael
Pour les articles homonymes, voir McMichael.
College Football Hall of Fame 2009
Pro Football Hall of Fame 2024
(en) Statistiques sur pro-football-reference
Stephen Douglas McMichael, dit Steve McMichael, né le 17 octobre 1957 à Houston (Texas) et mort le 23 avril 2025 à Joliet (Illinois), est un sportif professionnel américain, joueur de football américain ayant joué au poste de defensive tackle dans la National Football League (NFL) pendant quinze saisons (1980-1994).
Au niveau universitaire, McMichael joue pendant six saisons dans la NCAA Division I FBS et sa conférence Southern (SWC) pour les Longhorns de l'université du Texas (1976-1979). Reconnu à l'unanimité joueur All-American en 1979, il est sélectionné dans la 1re équipe de la SWC en 1978 et 1979 ainsi que dans la deuxième équipe en 1977.
Choisi au 74e rang lors du troisième tour de la draft 1980 par la franchise des Patriots de la Nouvelle-Angleterre, il n'y joue qu'une seule saison, et rejoint les Bears de Chicago (1981-1993) avec lesquels il remporte le Super Bowl XX au terme de la saison 1985. Il termine sa carrière chez les Packers de Green Bay lors de la saison 1994,.
Après avoir pris sa retraite du football américain, il devient commentateur sportif et lutteur professionnel pour la World Championship Wrestling (WCW) entre 1995 et 1999. Il y devient membre de la légendaire écurie Four Horsemen et est également champion des États-Unis de la WCW.
Il est également l'entraîneur principal des Chicago Slaughter (en) dans la Continental Indoor Football League (CIFL) de 2007 à 2013.
McMichael est intronisé au College Football Hall of Fame en 2009 et au Pro Football Hall of Fame en 2024.
Le 23 avril 2021, McMichael annonce que la sclérose latérale amyotrophique (ALS) est diagnostiquée. La Les Turner ALS Foundation (en) lui décerne l'ALS Courage Award le 18 septembre 2021,.
Transféré le 23 avril 2025 aux soins palliatifs de Joliet dans l'Illinois, Steve McMichael meurt plus tard dans la journée, à l'âge de 67 ans, à la suite de complications liées à cette maladie, ,.

## Accomplissements

### Football américain

#### NFL
- Vainqueur du Super Bowl XX avec les Bears de Chicago ;
- Sélectionné dans la première équipe All-Pro en 1985 et 1987 ;
- Sélectionné dans la deuxième équipe All-Pro en 1986, 1988 et 1991 ;
- Sélectionné au Pro Bowl 1987 et 1988 ;
- Sélectionné dans l'équipe NFL de la décade 1980 ;
- Membre du Top 100 des meilleurs joueurs des Bears de Chicago ;
- Sélectionné dans la meilleure équipe de l'histoire des Bears de Chicago ;
- Intronisé au Pro Football Hall of Fame en 2024.

#### NCAA
- Reconnu joueur All-American en 1979 ;
- Sélectionné dans la 1re équipe de la Southwest Conference (SWC) en 1978 et 1979 ;
- Sélectionné dans la deuxième équipe de la SWC en 1977 ;
- Intronisé au College Football Hall of Fame en 2009.

### Lutte
- Champion de la WCW United States Heavyweight en 1997.